# ستيوارت س. دود
ستيوارت س. دود (بالإنجليزية: Stuart C. Dodd)‏ هو أستاذ جامعي أمريكي، ولد في 1900، وتوفي في 1975.